# Centro Federale di Educazione Tecnologica Celso Suckow di Fonseca
Il Centro Federal de Educação Tecnológica Celso Suckow da Fonseca (Centro Federale di Educazione Tecnologica Celso Suckow da Fonseca, CEFET-RJ) è un'università del Brasile con sede a Rio de Janeiro.

## Struttura
L'università è specializzata nei campi dell'ingegneria meccanica, informatica, elettrotecnica, elettronica, delle telecomunicazioni, metallurgica e petrolchimica.